# Loïc Nottet
Loïc Edward Nottet, belgijski pevec, * 10. april 1996, Courcelles, Belgija.
Leta 2014 je Loïc dosegel drugo mesto v tretji sezoni The Voice Belgique in je leta 2015 je na Dunaju v Avstriji zastopal Belgijo na izboru za pesem Evrovizije.

## Življenje in kariera

### 2013–2014:The Voice Belgique
Loïc Nottet je bil na avdiciji tretje sezone The Voice Belgique in osvojil drugo mesto v finalu, takoj za zmagovalcem Laurentom Pagno. Bil je v ekipi B.J. Scotta.

#### Seznam skladb izvajane naThe Voice Belgique
| Oder            | Datum           | Pesem                           | Originalni izvajalec | Opombe                                                    |
| --------------- | --------------- | ------------------------------- | -------------------- | --------------------------------------------------------- |
| Slepa avdicija  | 28. januar 2014 | »Diamonds«                      | Rihanna              |                                                           |
| Dvoboj (Battle) | 18. marec 2014  | »Counting Stars«                | OneRepublic          | V dvoboju je premagal Renato Skunczyk                     |
| V živo          | 8. april 2014   | »We Remain«                     | Christina Aguilera   |                                                           |
| V živo          | 15. april 2014  | »I've Been Loving You Too Long« | Otis Redding         |                                                           |
| V živo          | 22. april 2014  | »Love Me Again«                 | John Newman          |                                                           |
| V živo          | 29 .april 2014  | »Strong«                        | London Grammar       |                                                           |
| V živo          | 5. maj 2014     | »Happy«                         | Pharrell Williams    | Skupaj z Julie Carpino, Laurentom Pagno in Borisom Mottem |
| V živo          | 5. maj 2014     | »One«                           | U2                   | Dvoboj z B. J. Scottom                                    |
| V živo          | 5. maj 2014     | »Ta fête«                       | Stromae              | Skupaj z Julio Carpino, Laurentom Pagno in Borisom Mottem |
| V živo          | 5. maj 2014     | »Paradise«                      | Noa Moon             | Skupaj z Julio Carpino in Noa Moono                       |
| V živo          | 5. maj 2014     | »Applause«                      | Lady Gaga            |                                                           |
| V živo          | 5. maj 2014     | »Diamonds«                      | Rihanna              | Drugo mesto                                               |

### Pesem Evrovizije 2015
3. novembra 2014 je belgijska francosko jezikovna državna radiotelevizijska postaja Radio Télévision Belge Francophone (RTBF) napovedala, da se bo Loïc kot belgijski predstavnik udeležil izbora za pesem Evrovizije 2015 na Dunaju v Avstrija. 10. marca 2015 je bila predstavljena Rhythm Inside, njegova pesem na izbora za pesem Evrovizije 2015. Po nastopu v prvem polfinalu se je uspešno prebil v finale. V finalu je njegov nastop dobil 217 točk, za kar je Rhythm Inside pristal na četrtem mestu in s tem dal Belgiji prvič od leta 2003 postavitev med top 5. Dobil je 12 točk maksimalno od treh držav: Nizozemske, Francije in Madžarske. Pesem je prodala 30.000 kopij v Belgiji. Nottet je izdal tri različne glasbene videe za »Rhythm Inside« (vključno z enim imenovanim verzija »Alice in Wonderland«). Po tekmovanju je »Rhythm Inside« dosegel Top 10 v avstrijskih, litovskih in ruskih glasbenih lestvicah, medtem pa je Top 20 dosegel na Finskem, Švedskem in Islandiji ter bil na lestvici v Avstraliji, Veliki Britaniji, Franciji, Švici in mnogih drugih evropskih državah.

### Po Evroviziji
Loïc je pel v NJR parku Uitmarktu Symphonici. Dne 24. oktobra 2015 je sodeloval v šesti sezoni francoske TV oddaje Danse avec les stars.

## Diskografija

### Pesmi
| Leto | Ime             | Položaji vrhov na lestvici | Položaji vrhov na lestvici | Položaji vrhov na lestvici | Položaji vrhov na lestvici | Položaji vrhov na lestvici | Položaji vrhov na lestvici | Položaji vrhov na lestvici | Položaji vrhov na lestvici | Položaji vrhov na lestvici | Položaji vrhov na lestvici | Album              |
| Leto | Ime             | Belgija (FL)               | Belgija (VA)               | Avstrija                   | Francija                   | Nemčija                    | Irska                      | Nizozemska                 | Švedska                    | Švica                      | VB                         | Album              |
| ---- | --------------- | -------------------------- | -------------------------- | -------------------------- | -------------------------- | -------------------------- | -------------------------- | -------------------------- | -------------------------- | -------------------------- | -------------------------- | ------------------ |
| 2015 | »Rhythm Inside« | 1                          | 1                          | 2                          | 85                         | 21                         | 83                         | 26                         | 25                         | 34                         | 69                         | singel brez albuma |